# دریاچه سبلان
دریاچه سبلان یا دریاچه ساوالان یک دریاچه دهانه آتشفشانی بر روی کوه آتشفشانی سبلان در استان اردبیل در شمال غربی ایران است.

## توصیف

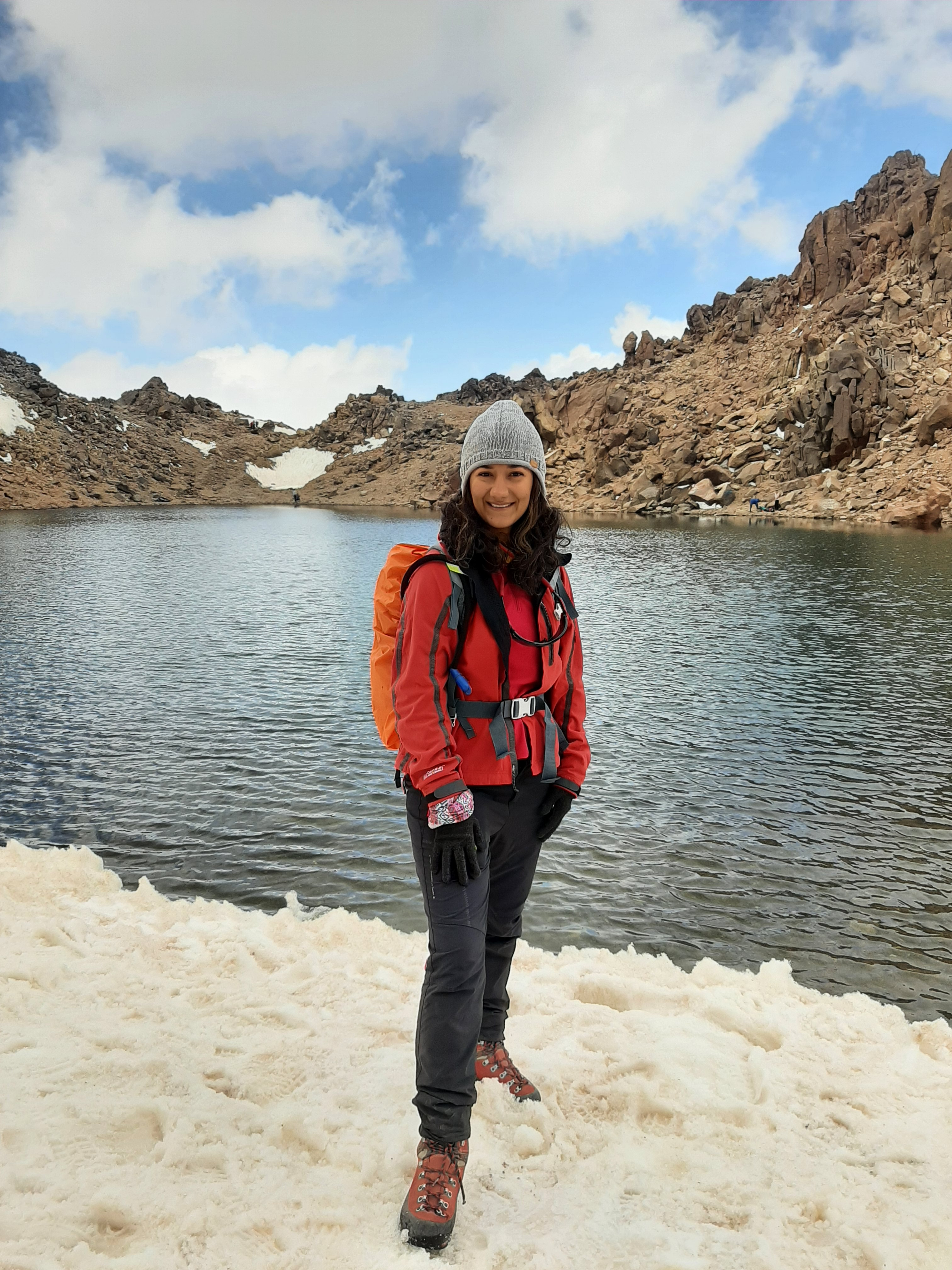
نیلوفر حامدی در صعود به سبلان، کنار دریاچه

این دریاچه تنها دریاچه دهانه‌ای ایران و با ارتفاع ۴۷۸۴ متر مرتفع‌ترین دریاچه ایران و یکی از مرتفع‌ترین دریاچه‌های جهان به‌شمار می‌آید. این دریاچه دارای مساحت ۱٫۰ هکتار، عمق تا ۱۵ متر و حجم تا ۸۰۰۰۰ متر مکعب است. محیط این دریاچه بیضی‌شکل با اقطار تقریبی ۱۴۰ و ۸۰ متر است. قله سبلان (۴۸۱۱ متر) در جنوب غربی دریاچه قرار دارد و ۲۷ متر از سطح آن فراتر رفته‌است.
کف دریاچه سبلان را سنگ‌های بازالت، آندزیت و تراکیت شکل‌داده‌اند و تنها منبع تأمین آب آن، ریزش و ذوب برف است. در این دریاچه حیات جانوری و گیاهی وجود ندارد و علت فام سبز آن، اسیدی‌بودن آب دریاچه است.